# 안나와 알렉스: 두 자매 이야기
《안나와 알렉스: 두자매 이야기》(영어: The Uninvited)는 2009년 4월 9일 개봉한 미국의 공포·스릴러 영화로, 한국 공포 영화 《장화, 홍련》을 리메이크한 영화이다.
주인공 안나 역은 《레모니 스니켓의 위험한 대결》, 《고스트쉽》에 출연한 에밀리 브라우닝이 맡았고, 여동생 알렉스 역은 《아쿠아마린》, 《그러지 2》의 아리엘 케벨이 맡았다.

## 줄거리
정신병원에서 10개월 간의 치료 후 퇴원한 안나는 화재로 사망한 어머니에 대한 기억을 잃은 채 집으로 돌아온다. 그녀는 악몽에 시달리며, 아버지 스티븐의 새 여자친구이자 어머니의 간호사였던 레이첼이 어머니를 살해했다고 믿게 된다. 안나는 언니 알렉스와 함께 레이첼의 정체를 파헤치려 하지만, 레이첼은 이들을 방해한다. 안나는 과거 남자친구 매트와 만나려 하지만, 매트는 다음 날 물에 빠져 죽은 채 발견된다. 안나와 알렉스는 레이첼이 과거 다른 집 아이들을 죽였다는 사실을 알게 되고 경찰에 알리려 하지만 실패한다. 레이첼은 안나와 알렉스를 진정시키려 하고, 안나는 알렉스가 레이첼을 살해하는 것을 본다. 그러나 아버지는 알렉스가 이미 화재 때 죽었다고 말한다. 사실 안나는 심각한 정신 분열증과 해리성 정체 장애를 앓고 있었고, 알렉스는 안나의 환상이었다. 그녀는 매트를 사고사로 위장해 죽였고, 레이첼을 살해한 것도 안나 자신이었다. 레이첼은 살인자가 아닌 좋은 사람이었지만, 안나는 그녀를 악당으로 상상했다. 안나는 결국 체포되고 다시 정신병원에 수용된다. 그곳에서 안나는 과거 레이첼과 같은 이름으로 아동 살해를 저지른 밀드레드 켐프라는 환자를 만난다.

## 출연
- 에밀리 브라우닝 - 안나 아이버스 역
- 아리엘 케벨 - 알렉스 아이버스 역
- 엘리자베스 뱅크스 - 레이철 서머스 역
- 데이비드 스트러세언 - 스티븐 아이버스 역
- 제시 모스 - 맷 역
- 케빈 맥널티 - 에머리 보안관 역
- 돈 S. 데이비스 - 헨슨 씨 역
- 헤더 더크슨 - 밀드레드 켐프 역
- 마야 매자 - 엄마 역
- 렉스 버넘 - 아이리스 라이트 역
- 대니 브리스톨 - 새뮤얼 라이트 역
- 매슈 브리스톨 - 데이비드 라이트 역
- 딘 폴 깁슨 - 실벌링 박사 역

## 기타
- 원작자: 김지운
- 공동제작: 타나카 리요코
- 공동제작: 캐시 그랜트
- 미술: 앤드류 멘지스
- 세트: 도미니크 파쿠엣-르메이트리
- 의상: 트리쉬 키팅
- 배역: 하이크 브랜드스타터
- 배역: 코린 메이어스
- 배역: 데브라 제인